# Cristina Amon
Cristina H. Amon es una ingeniera mecánica, administradora académica y la 13.º decana de la Facultad de Ingeniería y Ciencia Aplicadas de la Universidad de Toronto. Es la primera decana de la Facultad. Previo a su cargo como decana en la  Universidad de Toronto en 2006, ejerció como directora Institute for Complex Engineered Systems en la Universidad Carnegie Mellon y profesora destacada de Raymond  J. Lane.

## Educación
Amon se recibió de ingeniera mecánica en la Universidad Simón Bolívar en 1981. Continuó sus estudios en el Instituto de Massachusetts de Tecnología, completando una Maestría universitaria en ciencias en 1985 y un Doctorado en Ciencia en 1988.

## Investigación
Amon es pionera en el desarrollo de Mecánica de fluidos computacional. Realizó contribuciones en áreas como vehículos eléctricos.

Amon dirige el University of Toronto's Advanced Thermal/Fluids Optimization, Modelling, and Simulation (ATOMS) Laboratory Archivado el 28 de febrero de 2019 en Wayback Machine. donde realiza investigaciones en fenómenos de transporte térmico a escala nanoscópica en semiconductores, sistemas de energía y dispositivos de bioingeniería. Las contribuciones académicas de Amon incluyen 16 capítulos de libros y más de 350 artículos con referato   profusamente citados que le otorgan un h-índice de 49.

## Carrera académica
Amon ejerció como ayudante docente en ingeniería mecánica en la Universidad Carnegie Mellon en 1988, y fue promovida a profesora asociada en 1993 y aprofesora de dedicación exclusiva en 1997. En 1998,  fue nombrada el Directora Asociada del Institute for Complex Engineered Systems, y se convirtió en su Directora en 1999.  Fue galardonada como Profesora Distinguida de Ingeniería Mecánica del Raymond  J. Lane en 2001.
Su cargo como Decana de la Facultad de Ingeniería y Ciencia Aplicadas en la Universidad de Toronto empezó en 2006. Simultáneamente fue nombrada como Alumni Profesor en Bioingeniería en el Departamento de Ingeniería Mecánica e Industrial. Amon es la primera decana de la Facultad.
Amon está comprometida con el incremento de la diversidad dentro de la profesión de ingeniería. En 2017, fue elegida como oradora en la Women in Science and Engineering 2017 National Conference. Bajo el liderazgo de Amon, la matrícula femenina en la cohorte de primer año de la Facultad de Ingeniería de la Universidad de Toronto alcanzó un récord del 40.1% en 2016.
Amon también contribuyó a crear el Centro para la Innovación en Ingeniería y el Espíritu Emprendedor (CEIE). El edificio será el futuro centro de aprendizaje colaborativo e investigación interdisciplinaria de la Facultad. La construcción comenzó en 2015.

## Premios
Amon ha recibido un buen número de honores y premios. Es socia vitalicia de la Asociación americana para el Adelanto de Ciencia y de la Sociedad americana de Ingenieros Mecánicos (ASME). Es socia de la Sociedad Canadiense de Ingeniería Mecánica, de la Sociedad Americana de Educación en Ingeniería (ASEE), y del Instituto de Ingenieros Eléctricos y Electrónicos. Recibió varios premios del ASEE, incluyendo el prestigioso premio George Westinghouse en 1997 y el premio Ralph Abrigos Roe en 2002. En 2003, recibió el Hispanic Engineer National Achievement Education Award y, en 2005, fue nombrada una de las hispanas más importantes en tecnología y negocios. En 2015, Amon recibió la Medalla de Oro de Ingenieros Profesionales de Ontario de parte de los Ingenieros Profesionales de Ontario y de la Sociedad de Ingenieros Profesionales de Ontario. En 2017,  recibió la medalla Sir John Kennedy del Instituto de Ingeniería de Canadá.
Su función editorial incluye el ASME Journal of Heat Transfer, IEEE Transactions on Components and Packaging Technology, y Frontiers in Heat and Mass Transfer.